# Жорж Папазов
Жорж Папазов (болг. Георги Панайотов Папазов / Georges Papazoff; 2 лютого 1894, Ямбол, Болгарія — 23 квітня 1972, Ванс, Франція) — болгарський і французький живописець сюрреаліст, письменник, більшу частину життя прожив у Франції.

## Біографія
Георгі (Жорж) Папазов народився 2 лютого 1894 року в місті Ямбол. У 1918 році закінчив факультет ландшафтної архітектури в Празі. У тому ж 1918-му, подорожуючи по Європі, в Мюнхені взяв участь в семінарі художника авангардиста Ганса Гофмана. Вперше показав роботи на виставці в Софії в 1919 році.
У 1921 році оселився в Берліні, де познайомився з австрійським експресіоністом Оскаром Кокошкою та де вперше побачив роботи Клеє. У 1924 році Папазов приїжджає в Париж, близько сходиться зі своїм співвітчизником Жюлем Паскіним, а також з такими значущими персонажами нового французького живопису, як Андре Дерен і Моріс де Вламінк. У короткий термін Папазов стає чи не ключовою фігурою на Монпарнасі, вже у 1925 році показує роботи в Салоні Незалежних.
У другій половині 1920-х його напівабстрактні, фантастичні роботи (які стилістично були близькі і Жуану Міро, і Максу Ернсту) бажали бачити на своїх виставках сюрреалісти, але він відхилив пропозицію формально увійти в групу, бачачи в них «закоренілих сектантів». З сюрреалістів близько був знайомий з Робером Десносом, а Марсель Дюшан показував роботи Папазова в мистецьких колах Нью-Йорка.
У 1930 році він переїжджає на Rue des Plantes (англ.) таким чином, ставши сусідом Александра Колдера і Макса Ернста. Здійснює (1933—1934) турне по Європі, показуючи свої роботи в Югославії, Італії, Швеції, Чехословаччині.
У 1934 році Папазов приїхав на батьківщину; художник навіть збирався залишитися там на постійне проживання. Він пробув у Болгарії близько двох років, і в цей час був, з одного боку, дуже активний: відкрив у травні 1934 року в галереї «Кооп» свою виставку, потім, в жовтні 1935 року — ще одну, супроводивши її шістьма лекціями. З іншого боку, він подовгу усамітнюється в монастирях або в далеких селах. У ці місяці відносини з болгарськими колегами коливалися від прохолодних до ворожих (його новаторські речі залишилися на батьківщині незрозумілими), і 14 липня 1936 року Папазов залишає Болгарію, на цей раз назавжди. Повернувшись до Парижу, поселяється на Монмартрі.
У 1952 році художник публікує автобіографічну повість «Брати Дренови» французькою мовою. Йде на спочинок у 1960 році, оселившись у Вансе, на південному сході Франції, в департаменті Приморські Альпи на Лазурному березі. Тут він і помер 23 квітня 1972 року.
З 1952 року в Ямболі, рідному місті Папазова, діє художня галерея, що носить його ім'я. У центрі міста є також вулиця [Архівовано 20 лютого 2019 у Wayback Machine.], названа на честь художника.

## Твори
- «Пейзаж от Чехия» (1916),
- «Портрет на майката на художника» (1924),
- «Морето» (1925),
- «Двойка» (1928),
- «Пейзаж от Дордона» (1930),
- «Корабокрушение» и «Гладиатори» (1957), та ін.